# Thaumatomyrmex soesilae
Thaumatomyrmex soesilae is een mierensoort uit de onderfamilie van de Ponerinae. De wetenschappelijke naam van de soort is voor het eerst geldig gepubliceerd in 2007 door Makhan.